# Provincia di Soria
Soria è una provincia della comunità autonoma di Castiglia e León, nella Spagna centrale. 

## Geografia
Confina con La Rioja a nord, con l'Aragona (provincia di Saragozza) a est, con la Castiglia-La Mancia (provincia di Guadalajara) a sud e con le province di Segovia a sud-ovest e di Burgos a nord-ovest.
La superficie è di 10.287 km², la popolazione nel 2002 era di 91.487 abitanti, la densità abitativa è la più bassa della nazione.
Il capoluogo è Soria, altri centri importanti sono Almazán e Burgo de Osma-Ciudad de Osma.

## Divisioni territoriali
La provincia di Soria è divisa nelle seguenti comarche:
- Almazán
- Berlanga
- Burgo de Osma
- Campo de Gómara
- El Valle
- Pinares
- Soria
- Comarca di Tierras Altas
- Moncayo
- Comarca di Arcos de Jalón